# Centro de Memória Ferroviária de São Pedro da Aldeia
O Centro de Memória Ferroviária de São Pedro da Aldeia é um museu brasileiro localizado na antiga Estação Ferroviária de São Pedro da Aldeia, bairro Estação, em São Pedro da Aldeia. 
Foi implantado na mesma época da inauguração da restauração da estação realizada pelo IPHAN e entregue à população em 17 de agosto de 2011.
A obra teve investimento de R$ 220 mil.